# Vegetação da Europa

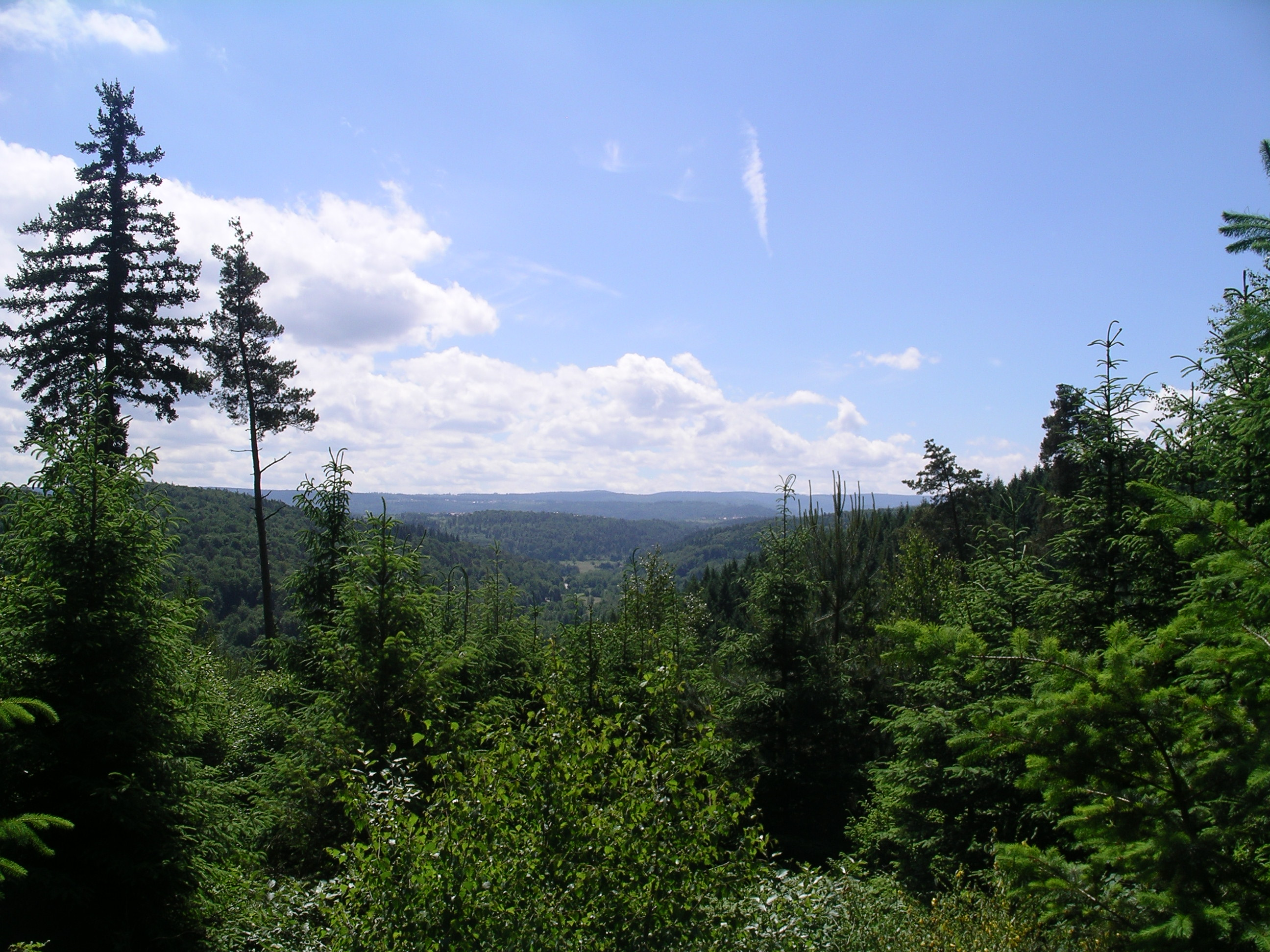
Vista para o sul do Albtal e do norte da Floresta Negra de Brandberg, perto de Spessart, Ettlingen, distrito de Karlsruhe.

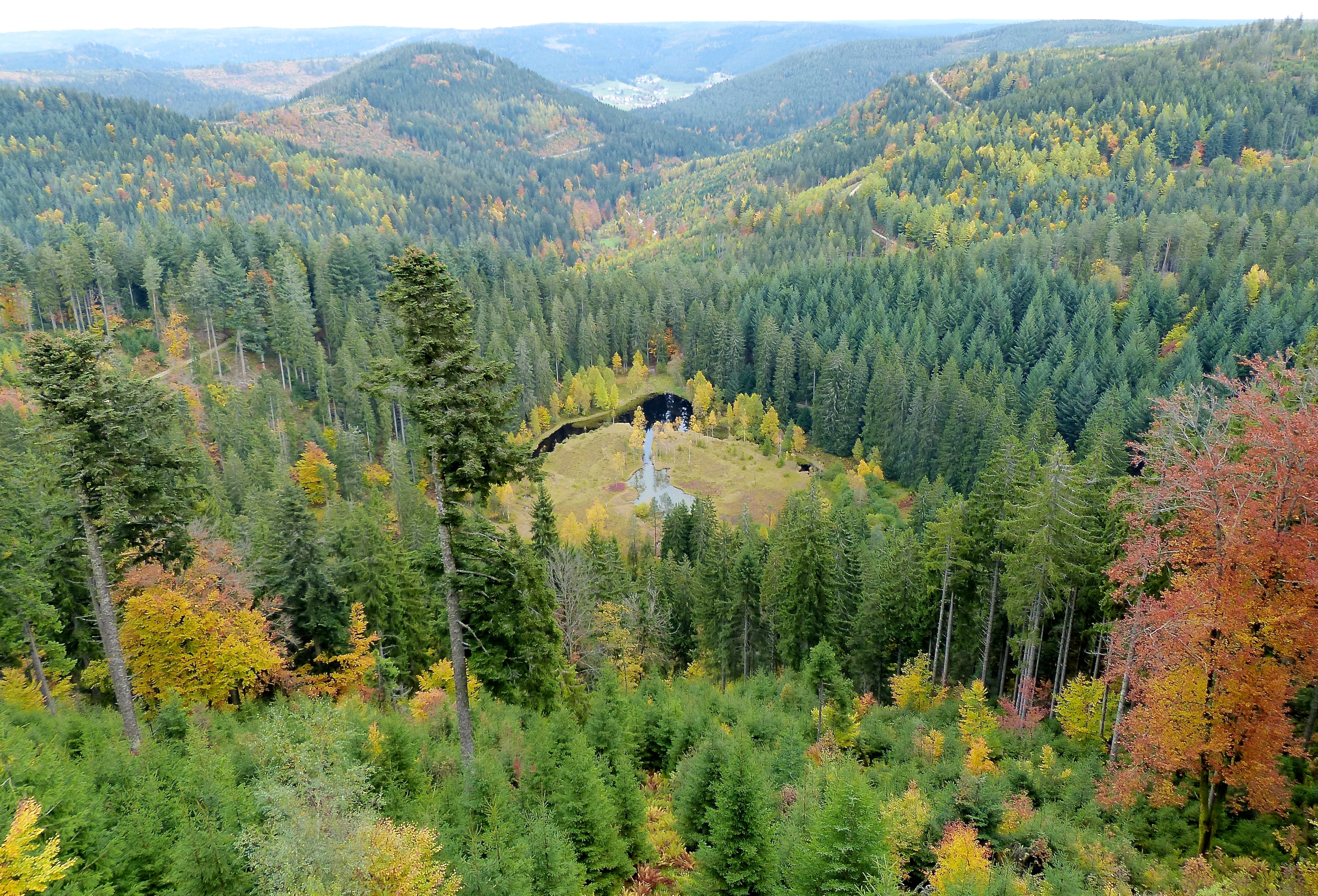
Floresta Negra

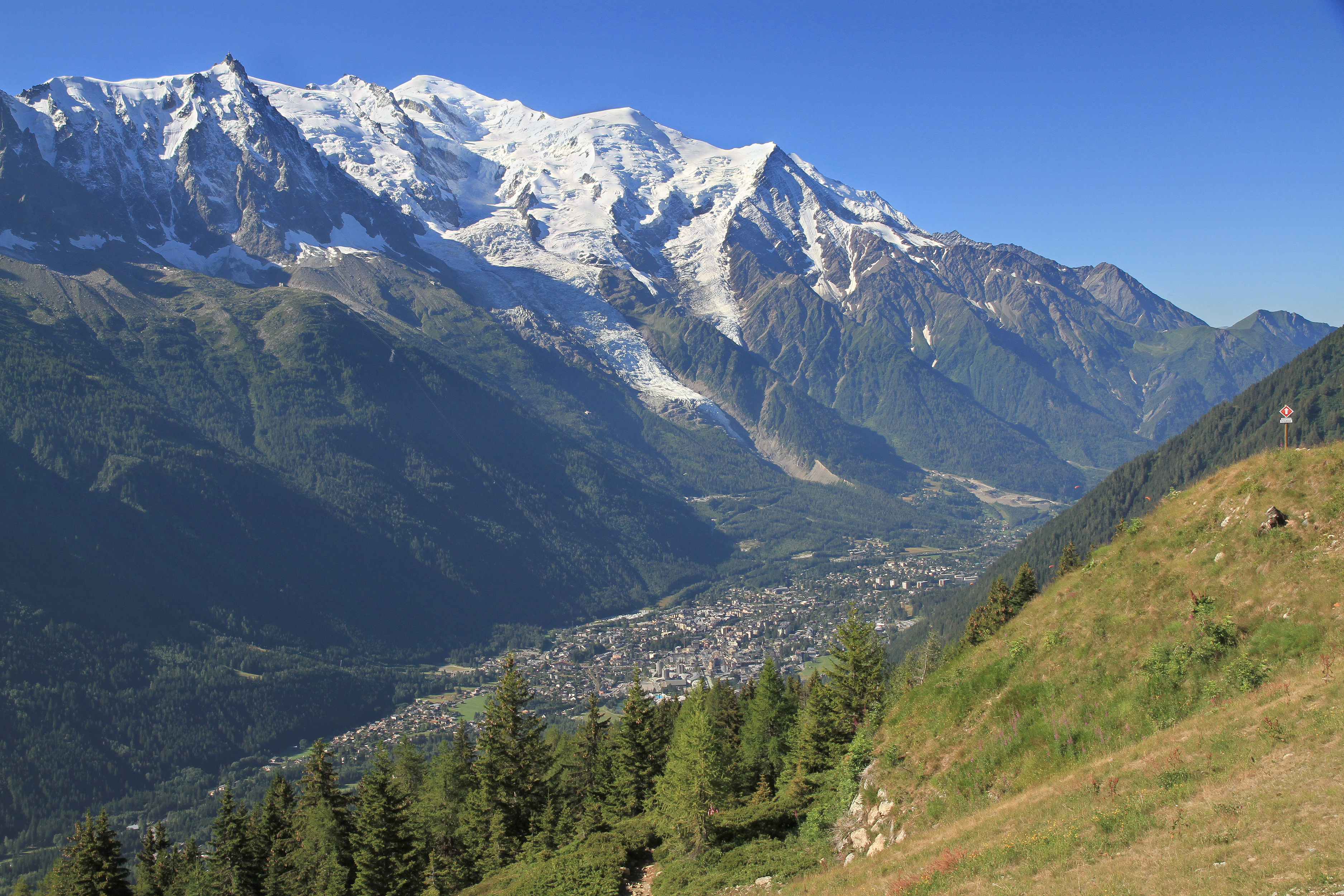
Vale de Chamonix e Mont Blanc vistos de la Flégère

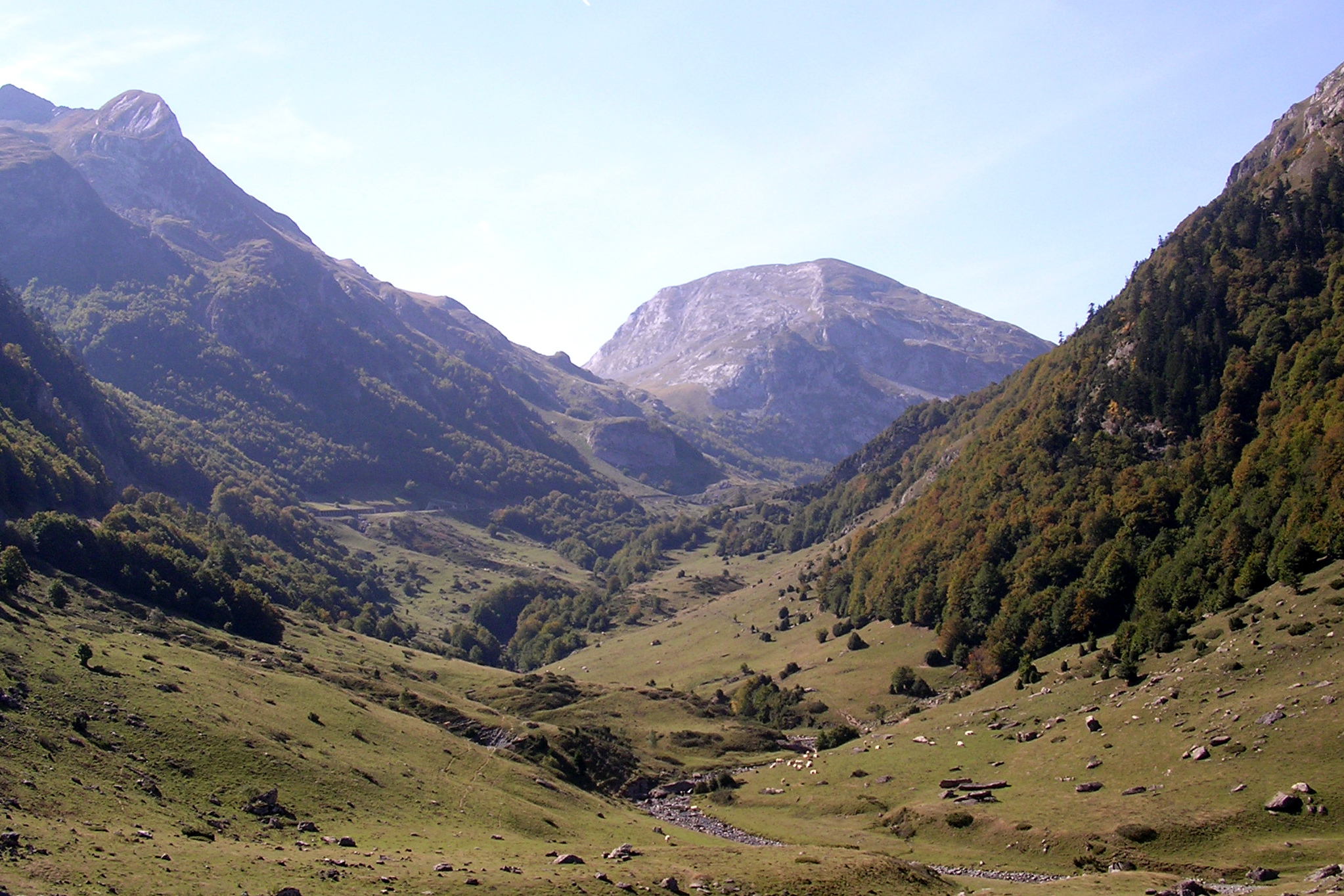
Ossau Valley (França, Pyrénées-Atlantiques)

A Europa, um continente rico em história, cultura e paisagens deslumbrantes, também é lar de uma diversidade impressionante de vegetação. Desde as florestas exuberantes até as vastas estepes e pradarias, a Europa abriga uma variedade de ecossistemas que são o resultado de fatores geográficos, climáticos e históricos.
Florestas Europeias: Tesouros Verdes do Continente
As florestas são uma parte essencial do cenário europeu, cobrindo grandes extensões de terra em várias partes do continente. Uma das mais famosas é a Floresta Negra, situada na região sudoeste da Alemanha, conhecida por suas paisagens densamente arborizadas e trilhas pitorescas. Outra floresta notável é a Floresta Boreal, que se estende pela parte norte da Europa, abrangendo países como Noruega, Suécia, Finlândia e Rússia. Caracterizada por uma vegetação de coníferas, como pinheiros e abetos, esta floresta desempenha um papel crucial na regulação do clima e na biodiversidade da região.
Estepes e Pradarias: Belezas Abertas da Europa Oriental
Na Europa Oriental, vastas estepes e pradarias dominam a paisagem. Estas regiões de vegetação rasteira são encontradas principalmente na Europa Central e Oriental, incluindo países como Hungria, Romênia e Ucrânia. As estepes e pradarias são caracterizadas por uma vegetação de gramíneas e plantas herbáceas, adaptadas às condições de clima continental e solos férteis. Além de sua importância ecológica, essas paisagens também desempenham um papel crucial na agricultura e na criação de gado em muitas partes da Europa Oriental.
Vegetação Mediterrânea: Um Oásis de Cores e Aromas
Na região do Mediterrâneo, encontramos uma vegetação característica adaptada ao clima quente e seco. Os arbustos resistentes, como o alecrim, a lavanda e a oliveira, prosperam nesta região, criando paisagens de beleza única. A vegetação mediterrânea não só adiciona cor e aroma ao ambiente, mas também desempenha um papel importante na conservação do solo e na prevenção da erosão. Além disso, muitas dessas plantas são usadas na culinária local e na produção de azeite de oliva, contribuindo para a rica cultura gastronômica do Mediterrâneo.
Vegetação Alpina: Beleza nas Alturas
Nos picos majestosos dos Alpes, encontramos a vegetação alpina, adaptada às condições extremas das montanhas. Aqui, plantas resistentes, como edelweiss e saxífraga, florescem em meio à neve e ao gelo, criando um espetáculo impressionante de cores e formas. A vegetação alpina desempenha um papel crucial na proteção dos ecossistemas de montanha, além de ser uma fonte de alimento e habitat para uma variedade de espécies animais, como cabras montesas e marmotas.
Influência do Clima
O clima é o principal fator de determinação na vegetação da Europa, e suas principais influências nos diversos tipos de vegetações são:
- Tundra: É considerada o bioma mais preservado de todo o mundo, no alto dos Alpes e dos Pirenéus. Em grande parte, isso ocorre em função de sua localização em áreas de clima muito frio e pelo seu baixo valor econômico. Essa cobertura de vegetação é comum em regiões polares. Acontece apenas quando há o degelo. Como esse período é curto, as espécies precisam ser fortes e rápidas para aguentar baixas temperaturas ou outras intempéries climáticas. Exemplos: Líquenes, musgos, arbustos baixos e ervas.[11]
- Floresta de coníferas: Também conhecida como Taiga e Floresta Boreal, está localizada ao sul da Tundra, e leva muito tempo para se desenvolver para o estágio adulto. Suportam baixas temperaturas e pouca incidência de luz.[11]
- Floresta temperada: Vegetação foi quase predominante na Europa, mas graças a devastação humana, está reservada apenas a poucos parques e reservas florestais. Uma característica desse tipo de vegetação é que as folhas caem, nutrindo o solo.[11]
- Estepes: Vegetação composta por herbáceas ou gramíneas provenientes dos solos férteis.[11]
- Xerófilas: São resistentes a longos períodos de seca, de estiagem, de climas extremos.[11]
- Vegetação de altitude: Temperatura baixa, com vegetação escassa. Encontra-se sobretudo nas cadeias montanhosas, como os Alpes, a cordilheira Escandinava e os montes Urais.
- Floresta Boreal: Norte do continente, com a predominação dos pinheiros (coníferas). Predomina, sobretudo nas regiões onde há o domínio de clima frio.
- Taiga, também conhecida por floresta de coníferas, ou ainda floresta boreal, é um bioma predominante das regiões localizadas em elevadas latitudes cujo clima típico é o continental frio e polar.

Um Mosaico de Belezas Vegetais

A vegetação da Europa é verdadeiramente diversificada e fascinante, refletindo a complexidade e a riqueza do continente. Das florestas exuberantes às estepes vastas, das paisagens mediterrâneas ensolaradas às alturas majestosas dos Alpes, a Europa oferece um mosaico impressionante de ecossistemas e paisagens vegetais. Proteger e preservar essa diversidade é crucial não apenas para a saúde dos ecossistemas europeus, mas também para o bem-estar das futuras gerações e para a beleza contínua deste continente único.